# Gabriela z Lichtenštejna
Gabriela z Lichtenštejna (německy Gabriele von Liechtenstein; 12. července 1692 Vídeň – 7. listopadu 1713 Brno) byla princezna z Lichtenštejna.

## Život
Narodila se jako páté dítě ze sedmi potomků lichtenštejnského knížete Jana Adama I. a jeho manželky Erdmundy Marie Terezie, rozené z Ditrichštejna a Mikulova.
1. prosince 1712 se ve Vídni provdala za svého vzdáleného příbuzného, Josefa Jana Adama, pozdějšího panujícího lichtenštejnského knížete, avšak zemřela již po roce manželství ve věku 21 let při porodu jediného syna Karla Antonína, který však rovněž zemřel v dětském věku (1713–1715).[zdroj?]
Gabriela byla pochována v lichtenštejnské rodové hrobce ve Vranově u Brna.[zdroj?] Její náhrobek se však nedochoval a je považován za ztracený.
Josef Jan Adam se podruhé oženil až osm let po její smrti a později byl ještě dvakrát ženat.